# 莫里亚克 (吉伦特省)
莫里亚克（法語：Mauriac，法語：[moʁjak] ⓘ）是法国吉伦特省的一个市镇，属于朗贡区。

## 地理
莫里亚克（44°44'39"N, 0°1'54"W）面积10.02 平方千米，位于法国新阿基坦大区吉倫特省，该省份为法国西南部沿海省份，是法國本土面积最大的省，北起滨海夏朗德省，西临大西洋，南至朗德省，东南接洛特-加龍省，东临多爾多涅省。
与莫里亚克接壤的市镇（或旧市镇、城区）包括：吕克、克莱拉克、卡佐吉塔、布拉西蒙、圣安托万迪凯雷、苏萨克。

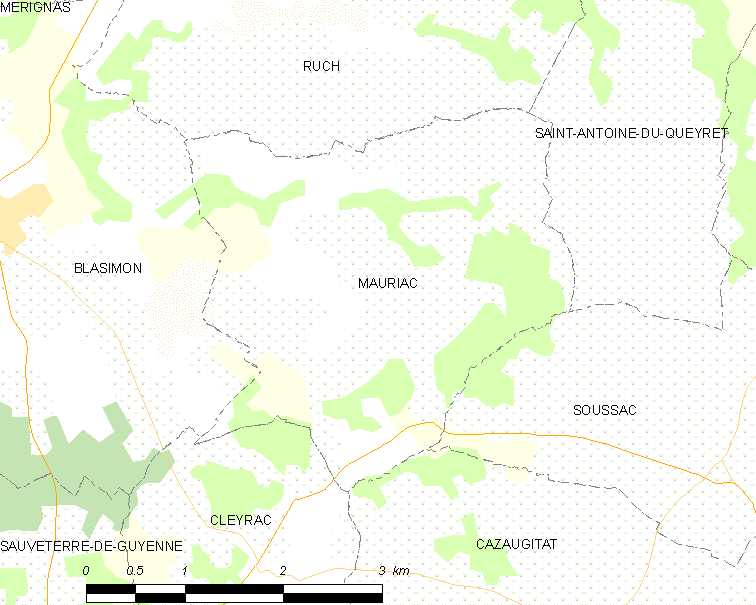
的OSM定位图

莫里亚克的时区为UTC+01:00、UTC+02:00（夏令时）。

## 行政
莫里亚克的邮政编码为33540，INSEE市镇编码为33278。

## 政治
莫里亚克所属的省级选区为勒雷奥莱-莱巴斯蒂德县。

## 人口

1962-2008年间人口变化图示

莫里亚克于2022年1月1日时的人口数量为228人。